# Treaty United
Treaty United ist ein irischer Fußballverein aus Limerick.

## Geschichte
Nachdem der Limerick FC im Jahre 2019 aus finanziellen Gründen aufgelöst worden war, sollte schnell ein Nachfolgeverein gegründet werden. Dieser sollte zunächst Limerick United heißen. Jedoch drohte der alte Verein mit rechtlichen Schritten, da er selbst zwischen 1979 und 1983 unter diesem Namen spielte. Schließlich wurde der neue Verein Treaty United genannt. Der Vereinsname bezieht sich auf den Spitznamen The Treaty City von Limerick. Hier wurde am 3. Oktober 1691 der Vertrag von Limerick geschlossen, der den Krieg der zwei Könige beendete. Der Verein erhielt zur Saison 2020 einen Platz in der Women’s National League, während das Beitrittsgesuch zur League of Ireland zunächst zurückgezogen wurde.
Zur Saison 2021 unternahm der Verein einen neuen Anlauf und erhielt am 20. Februar 2021 die Zusage für einen Platz in der zweitklassigen First Division. Treaty United übernahm den Platz der Reservemannschaft der Shamrock Rovers. Innerhalb von nur drei Tagen mussten die Verantwortlichen eine Mannschaft zusammenstellen, da bis zum 23. Februar 2021 der Kader gemeldet werden musste. Mit einer reinen Amateurmannschaft konnte Treaty United mit der zumeist semiprofessionellen Konkurrenz mithalten und wurde am Saisonende Vierter und scheiterte in der Play-off-Runde am University College Dublin AFC. Ein Jahr später erreichte Treaty United das Halbfinale des irischen Pokal, wo die Mannschaft mit 1:2 bei Derry City verlor.

## Stadion
Die Heimspiele werden im Stadion Markets Field im Stadtteil Garryowen ausgetragen. Das Stadion wurde in den 1880er Jahren erbaut und hat eine Kapazität von etwa 3500 Plätzen, davon sind 1650 Sitzplätze. Der Limerick FC nutzte bis zu seiner Auflösung im Jahre 2019 das Stadion, in dem bis 2009 auch Windhundrennen ausgetragen wurden.